# Вадовице (концентрационный лагерь)
Лагерь пленных № 2 в Вадовице (пол. Wadowice, укр. Вадовиці) — лагерь в городе Вадовице, в Польше. Основан австрийцами для русских пленных в 1915 году. В получившей независимость Польше, с 1919 по 1921 год, здесь содержались военнопленные красноармейцы, часть которых погибла из-за голода, инфекционных заболеваний и жестокого обращения. Также содержались пленные и интернированные других стран и народов (в основном украинцы).

## История лагеря
В 1915 году под Вадовице (тогда часть Австро-Венгрии) появился летний лагерь пленных военнослужащих Русской императорской армии (12—20 тысяч человек), постепенно перемещаемый в зимние бараки.
Согласно приводимым в книге «Красноармейцы в польском плену 1919—1922 гг.» данным, во время польско-советской войны (1919—1921) лагерь был использован польскими властями для содержания советских военнопленных, украинцев, а также пленных литовцев (так как в 1920 году Польша вела также приграничные бои с Литвой).

#### 1919 год
19 августа 1919 года распоряжением Верховного командования Войска Польского уже существовавший лагерь пленных и интернированных в Вадовицах получил официальное название «Лагеря военнопленных № 2 в Вадовице».
7 ноября 1919 года представитель министерства военных дел сообщил на заседании комиссии польского Сейма, что лагерь пленных № 2 Вадовице (Малая Польша) содержит: 1860 украинских пленных, 1042 интернированных.

#### 1920 год
Сохранились документы о переводе в марте 1920 года в лагерь пленных № 2 в Вадовице «800 большевиков» из лагеря Домбе. Согласно им, по мере поступления «пленные большевики» заменяли украинцев, которые высвобождались для перевода в подготовленный для украинцев лагерь Ланьцут.
Во второй половине 1920 года, в промежутке от Варшавской битвы в августе до прекращения огня в октябре, документально фиксируется значительное поступление пленных.
Согласно сводке командования Краковского генерального округа только за период с 15 августа по 1 октября 1920 года в лагерь № 2 в Вадовице поступило из шести различных пересыльных пунктов 2104 пленных красноармейца.
20 октября 1920 года побывавший в лагере Вильсон, секретарь отдела военнопленных Американской ассоциации христианской молодёжи, пишет, что среди 4428 пленных (большей частью «большевиков», но также украинцев и латышей), находившихся в бараках, обнаружилось огромное количество больных — 971 человек.
9 ноября 1920 года в рапорте военному министру Польши полковник медицинской службы Э.Годлевский пишет, что 26 октября в лагерь прибыло ещё 350 пленных большевиков, присланных Центральным хозяйственным управлением в Варшаве. В своём качестве верховного чрезвычайного комиссара по борьбе с эпидемиями Годлевский проявляет некоторую обеспокоенность эпидемиологической ситуацией среди пленных, главным образом потому, что она начинает угрожать местному польскому населению:
Этих пленных разместили в бараках № 2 и 7, пленные не были привиты, в обоих бараках находились другие пленные, которые уже до этого были в Вадовице, следовательно, карантин не провели даже на месте. 29/10/ среди этих пленных были первые случаи холеры. 3/11 было уже 25 больных холерой, к тому же из лагеря пленных была откомандирована определённая партия пленных на работу на водопроводе в Кракове, среди них сразу же появилась холера, которая распространилась на гражданское население села Пшегожалы.
10 ноября 1920 года Министерство военных дел указывает в справке для Верховного командования, что общая численность пленных в лагере Вадовице составляет уже 4309 человек (при этом указано 700 «свободных мест»).
25 ноября 1920 года датируется документ Военного министерства Франции «о лагерях военнопленных большевиков, украинцев и русских в Польше», согласно которому в лагере Вадовице содержится 1800 человек (с указанием общей вместимости в 5000). Контингент подразделён следующим образом — 1000 украинцы, остальные «большевики». По крайней мере, французское военное министерство и польский минвоендел сходятся в оценке вместимости лагеря (около 5000 человек).
Также 25 ноября 1920 года в рапорте Полковского, начальника лагеря Вадовице, сообщается, что из 15838 насельников лагеря 12647 происходили из большевицкой армии, 3081 — из украинской, 93 — из литовской, 17 были интернированными лицами. Такое большое различие с цифрами предыдущих, (близкого по времени или одновременного) документов от 10 и 25 ноября, вероятно, объясняется тем, что 9842 пленных не учтены — как находящиеся «в рабочих партиях», то есть, отправлены на работу далеко за пределы лагеря. Неясным остаётся, почему согласно первым двум документам в концлагере при этом «урезаны штаты» до 5000, как будто авторы документов уверены, что «рабочие партии» ушли навсегда либо не имеют о них понятия.

2 декабря 1920 года в секретной записке Гондлевского военному министру Польши Соснковскому отмечаются тяжелейшие условия размещения пленных в Вадовицах:
Ситуация в Вадовице, лагере, который я посещал вместе с представителями Лиги наций 24 ноября, также требует улучшения. Член комиссии Лиги профессор Мадсен сказал мне, что считает этот лагерь одной из самых страшных вещей, которые он видел в жизни.
Вместе с тем, уже в декабре 1920 года сотрудник французской военной миссии Муррюо сообщает, что в Лагере № 2 в Вадовице (около Кракова) имеется только 3000 «пленных большевиков».
Согласно же сводке № 4 штаба Министерства военных дел Польши по состоянию на 23 декабря 1920 года большевиков в лагере 1800.

#### 1921 год

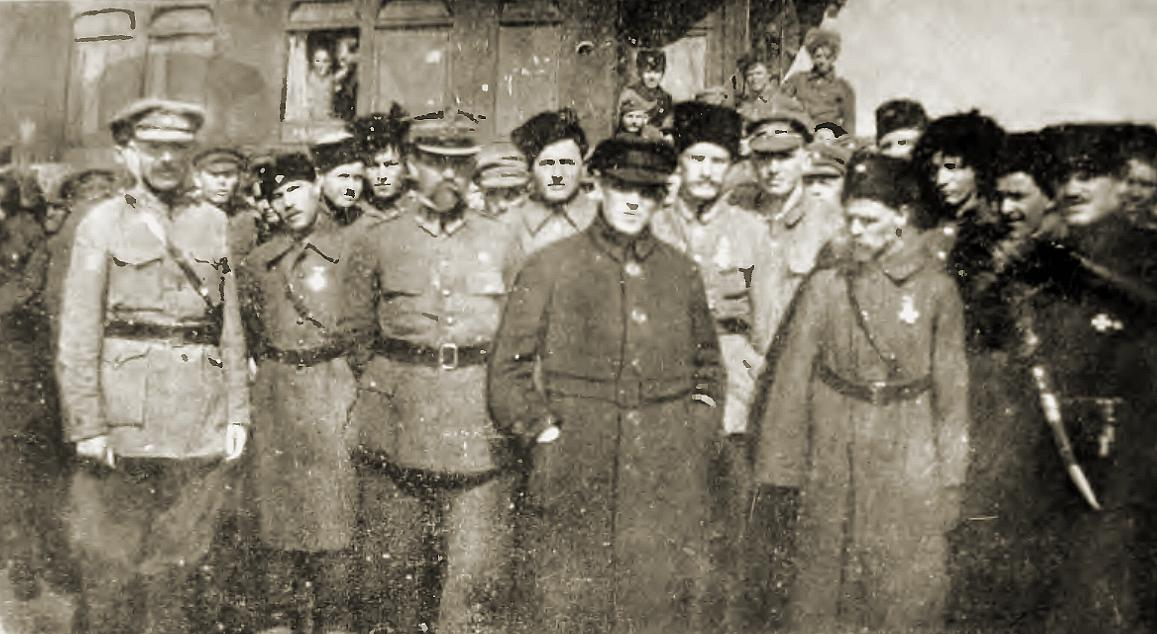
Семен Петлюра посещает интернированных украинцев в лагере Вадовице. Слева направо: Генерал Гаврило Базильский, генерал Додуль, польский комендант лагеря, Симон Петлюра, генерал Михаил Омельянович-Павленко, генерал Иван Омельянович-Павленко. 9 апреля 1921 года.

Наконец, согласно сводке Министерства военных дел Польши № 40 от 6 марта 1921 года, перед самым концом советско-польской войны в лагере интернированных № 2 в Вадовице насчитывается всего 74 «большевицких пленных» (а основной контингент — 2856 человек, включая 77 женщин и 2 детей — составляют «петлюровцы»).
9 апреля 1921 года интернированных украинцев в лагере Вадовице посещал Семён Петлюра.

## Вадовице через столетие
В городе Вадовице сохранилось здание лагерного госпиталя. На воинском кладбище Первой мировой (ул. Войска Польского) 49°53′41″ с. ш. 19°29′34″ в. д. существовали захоронения с могилами военнопленных периода советско-польской войны (как минимум, 833 захоронения в рядах, задокументированные в 1930-х).
В 1945—1967 годах польские власти переносили сюда в братские могилы останки павших в сражениях Второй мировой войны советских воинов из первичных захоронений в окрестностях, поэтому разделить захоронения по историческим периодам ныне сложно.